# Prado de la Somoza
Prado de la Somoza es una localidad y pedanía española perteneciente al municipio de Villafranca del Bierzo, situado en la comarca de El Bierzo, en la provincia de León.
Está situado al final de la carretera de CV-126-32.

## Demografía
Tiene una población de 24 habitantes, con 19 hombres y 5 mujeres.